# Friedelshausen

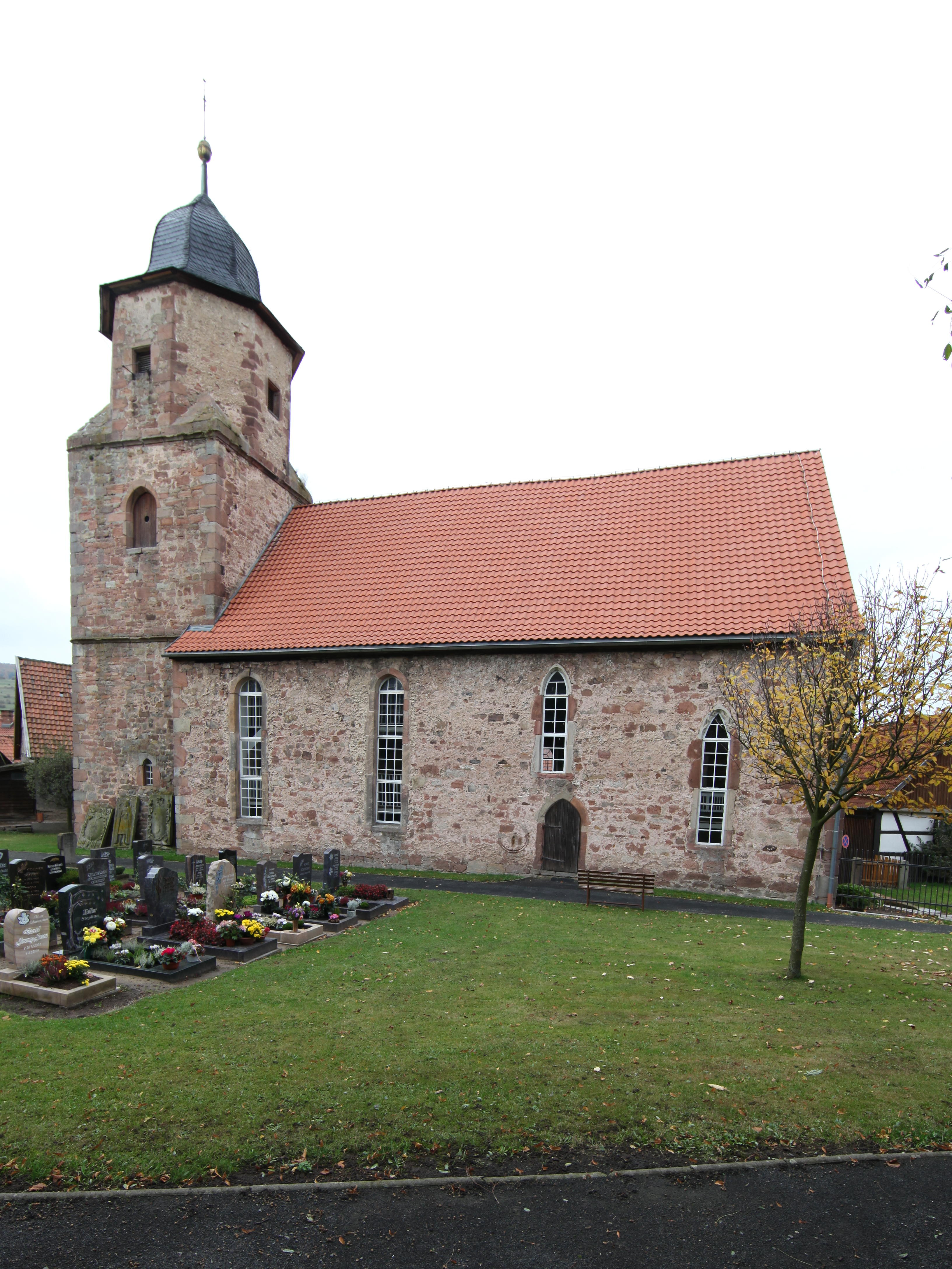
Evangelische Kirche

Friedelshausen (Rhöner Platt: Frickelshuse) ist eine Gemeinde im Landkreis Schmalkalden-Meiningen in Thüringen. Sie gehört der Verwaltungsgemeinschaft Wasungen-Amt Sand an, die ihren Verwaltungssitz in der Stadt Wasungen hat.

## Geografie
Friedelshausen liegt in der Thüringischen Vorderrhön.

## Geschichte
Die Ersterwähnung des Ortes erfolgte 1186 als Frittelshausen. Der Ort war der Sitz der mittelalterlichen „Zent Friedelshausen“, welche 1297 erstmals erwähnt wurde, als sie vom Bischof von Würzburg an die Grafschaft Henneberg-Schleusingen, genauer gesagt, an Graf Berthold den Weisen von Henneberg zum Dank und zum Entgelt für dessen Hilfeleistung bei der Niederwerfung eines Aufstandes verpfändet wurde. Dies geschah in Form eines wiederlöslichen Verkaufs; auf die ausbedungene Wiedereinlösung (ca. 1000 Heller) verzichtete Würzburg im Hauptrecess von 1586.
Zu dieser Zeit umfasste das Gericht Friedelshausen die Orte Friedelshausen, Oberkatz, Unterkatz, Oepfershausen, Hümpfershausen mit dem Kloster Sinnershausen, Wahns, Schwarzbach, Bernshausen, Rosa, Eckardts, Kaltenlengsfeld und eine große Anzahl Wüstungen, darunter Seifendorf, Dörrensolz und Hahnberg. Für den Bereich des Gerichts Friedelshausen, welches Anfang des 14. Jahrhunderts einige Erweiterungen erfuhr, trat erstmals 1350 die Bezeichnung „Amt Sand“ auf, ohne dass eine sichere Erklärung des Namens gegeben werden kann. Das Amt Sand war seitdem mit der Zent Friedelshausen identisch. Aus dieser Zeit gibt es ein überliefertes Sprichwort: „Recht, Bier und Gotteswort holt' man sich zu Friedelshausen“.
1582 wurde des nunmehr „Amt Sand“ genannte Gebiet mit dem Amt Wasungen verbunden.
Verschiedene geistliche Stiftungen und adlige Herrschaften besaßen in Friedelshausen Güter und Lehen – so zum Beispiel:
- Kloster Sinnershausen
- Stift zu Schmalkalden
- Kloster Neidhartshausen (1186)
- die Herren von Lichtenberg (1322)
- Hans von der Kere (1413)
- von Spesshardt-Gerthausen
- von Butler

Das Friedelshäuser Rittergut, ein hennebergisches Lehen, hatten nacheinander inne: die von Teufel, Boineburg, Biedefeld, Fuchs von Lemnitz (1562), Georg Ernst von Butler-Krautheim (1690), L. von Boineburg zu Stadtlengsfeld (1700), G.H. Kretzer tannischer Amtmann (1765), Dr. Beck.
Friedelshausen war 1609–1699 von Hexenverfolgungen betroffen: 13 Personen gerieten in Hexenprozesse, sechs Angeklagte wurden verbrannt, ein Mann mit Landesverweis bestraft, von drei Prozessen ist der Ausgang unbekannt. Erstes namentlich bekanntes Opfer war 1613 Ottilia, Michael Dillers Ehefrau.
Die Gemeinde beging im Jahr 1964 ihr 1100-jähriges Bestehen & im Jahr 2014 ihr 1150-jähriges Bestehen.

### Einwohnerentwicklung
Entwicklung der Einwohnerzahl (per 31. Dezember):
| - 1807: 410 - 1831: 522 - 1843: 615 - 1852: 645 - 1880: 613 - 1895: 528 - 1900: 554 - 1905: 449 - 1910: 453 - 1919: 460 - 1925: 418 - 1926: 425 - 1929: 430 - 1994: 362 - 1995: 368 - 1996: 372 - 1997: 370 - 1998: 367 - 1999: 366 | - 2000: 365 - 2001: 363 - 2002: 345 - 2003: 349 - 2004: 355 - 2005: 352 - 2006: 345 - 2007: 335 - 2008: 326 - 2009: 312 - 2020: 309 - 2021: 305 - 2022: 295 - 2023: 273 - 2024: 272 |

 Datenquelle: Thüringer Landesamt für Statistik

## Politik
Der Gemeinderat aus Friedelshausen setzt sich aus sechs Mitgliedern zusammen, die alle der Wählervereinigung Freie Wähler angehören (Stand: Gemeinderatswahl am 26. Mai 2019).
Am 26. Juni 2022 wurde der seit 2010 amtierende ehrenamtliche Bürgermeister Michael Kirchner in einer Stichwahl wiedergewählt. 58,6 % der insgesamt 152 Wähler (258 Wahlberechtigte) sprachen sich für ihn aus.
Eine Stichwahl wurde nötig, da Kirchner im ersten Wahldurchgang am 12. Juni 2022 nicht die vollständige Mehrheit der Stimmen erhalten hatte. Der Bürger mit den zweitmeisten Stimmen, Frank Hildebrandt, verzichtete aber schon im Voraus auf die Bürgermeisterwahl und auf einen etwaigen Posten.

## Wirtschaft und Infrastruktur

### Wasser und Abwasser
Die Wasserver- und Abwasserentsorgung wird durch den Kommunalen Wasser- und Abwasserzweckverband Meininger Umland sichergestellt.

## Sehenswürdigkeiten
- Dorfkirche Friedelshausen
- Centlinde Friedelshausen
- Glasberg mit Sängerplatz
- „Der große Stein“

## Persönlichkeiten
- Ernst Opfermann (* 1842 in Friedelshausen), Lehrer und Schriftsteller
- Willi Schmidt (* 1907 in Friedelshausen; † 1972 in Freiburg im Breisgau), SA-Führer

## Sport
- Fußballmannschaft „Rote Rübe Friedelshausen“